# Marcel Curuchet

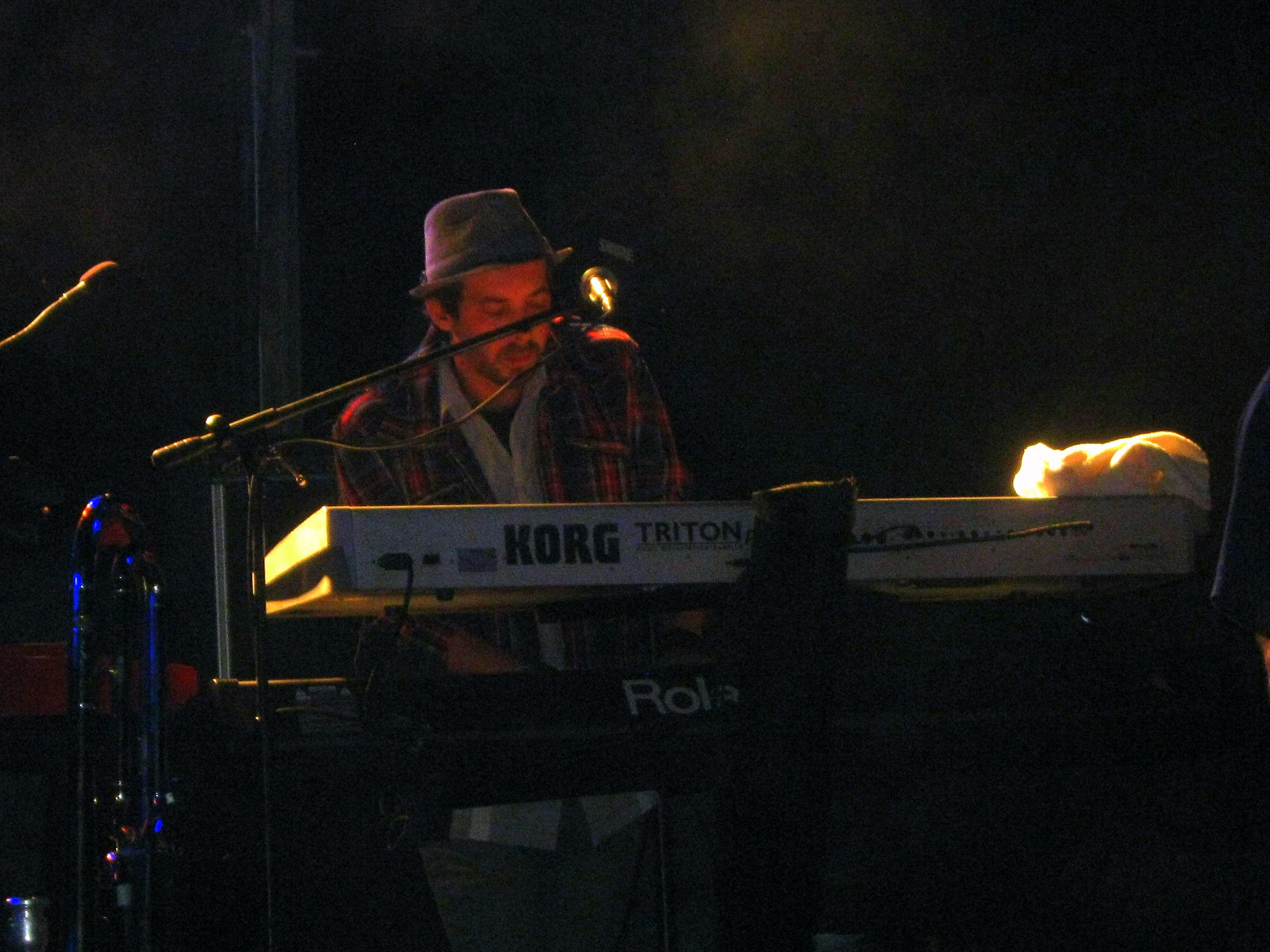
Marcel Curuchet (2012)

Marcel Curuchet (* 1971 oder 1972; † 14. Juli 2012 in Jersey City, New Jersey, USA) war ein uruguayischer Musiker.
Marcel Curuchet, dessen Leidenschaft für das Keyboardspielen durch seinen Vater geweckt wurde, spielte zunächst während seiner Jugend in einem Tango-Quartett namens Gotan City. Im Alter von 18 Jahren wandte er sich der Reggae-Musik zu und schloss sich der Band El Congo an. Dieser gehörte er über ein Jahrzehnt bis ins Jahr 2005 an und komponierte für sie auch einige erfolgreiche Lieder wie „El reggae de mi barrio“ und „La Sed“. Nachdem er bereits 2000 erste Kontakte zu der uruguayischen Gruppe No Te Va Gustar (NTVG) pflegte, wurde er schließlich deren Keyboarder und war teils auch dort als Komponist tätig. Auch gehörte er der Band Mongo Roots an und zeichnete ebenfalls für Mateo Morenos Album „Auto“ als Komponist verantwortlich. Curuchet verunglückte mit seinem am selben Tag gemieteten Motorrad der Marke Kawasaki auf dem Weg zu einem Konzert in New York, wo er mit der argentinischen Gruppe Los Auténticos Decadentes im Manhattaner B.B. King’s Club auftreten sollte. Zwei Tage später verstarb er im Alter von 40 Jahren im Jersey City Medical Center an den Folgen des Verkehrsunfalls. Anlässlich seines Todes ordnete die Asociación Uruguaya de Fútbol eine Schweigeminute vor dem Länderspiel der uruguayischen Olympiaauswahl gegen das Team Panamas an. Am 14. Januar 2013, genau sechs Monate nach dem Tod Curuchets, gebar seine Frau den gemeinsamen Sohn Renzo.